# Arbeitskreis Vorratsdatenspeicherung (Deutschland)

Logo

Der Arbeitskreis Vorratsdatenspeicherung (kurz AK VDS oder AK Vorrat) entstand im Dezember 2005 als bundesweiter Zusammenschluss von Bürgerrechtlern, Datenschützern, Organisationen und Internet-Nutzern, um ein gemeinsames Vorgehen gegen die Vorratsdatenspeicherung zu koordinieren.
Der Arbeitskreis stellt die größte zivilgesellschaftliche Initiative gegen die EG-Richtlinie zur Vorratsdatenspeicherung (2006/24/EG) dar. Über den ursprünglichen Arbeitsschwerpunkt des Bündnisses hinaus, die Vorratsdatenspeicherung zu verhindern oder wieder abzuschaffen, gehen von seinen Mitarbeitern und Unterstützern zahlreiche bürgerrechtliche Impulse aus, die sich vor allem gegen zunehmende staatliche Überwachung richten.

## Grundsätze
Die Grundsätze des Arbeitskreises sind in einer gemeinsamen Erklärung der einzelnen Unterstützerverbände festgelegt. Darin wird die verdachtsunabhängige Speicherung von (Telekommunikations-)Daten abgelehnt. Ziel des Arbeitskreises Vorratsdatenspeicherung ist insbesondere, die Vorratsspeicherung von Verbindungsdaten zu stoppen.
Der Ansatz besteht darin, eine breite Front gegen die Vorratsdatenspeicherung quer durch die Bevölkerung zu bilden. Durch Maßnahmen auf technischem, juristischem und politischem Weg soll der gesellschaftliche Widerstand unterstützt werden. Ziel ist es daneben, ein breites gesellschaftliches Bewusstsein der Gefahren der Datenspeicherung zu schaffen.
Die Aktionen und Demonstrationen richten sich darüber hinaus allgemein gegen „die zunehmende elektronische Erfassung und Überwachung der gesamten Bevölkerung“. Der Zusammenschluss fordert den Verzicht auf bestimmte Überwachungsmaßnahmen, einen Stopp für neue Überwachungsgesetze und eine unabhängige Überprüfung aller seit 1968 beschlossenen Überwachungsgesetze auf ihre Wirksamkeit und schädlichen Nebenwirkungen.

## Aufbau
Es gibt keine konventionellen Strukturen innerhalb des Arbeitskreises, es ist kein eingetragener Verein und er kennt keine förmliche Mitgliedschaft. Beteiligt ist vielmehr, wer sich auf einer der Mailinglisten des Arbeitskreises anmeldet und aktiv an der politischen Arbeit und den internen Diskussionen beteiligt. Diese Liste war im September 2009 von etwa 1.500 Personen abonniert.
Entscheidungen des Arbeitskreises werden normalerweise im Konsens über die Mailingliste getroffen. In etwa 60 Städten hatten sich zudem Ortsgruppen gebildet, die regionale Aktionen durchführten. Überregionale und bundesweite Aktionen werden online organisiert. Der Arbeitskreis wird als prominentes Beispiel für einen netzgestützten „Aktivismus 2.0“ genannt.
Finanziert wird der Arbeitskreis über Spenden und indirekt durch die beteiligten Organisationen, darunter digitalcourage (vormals FoeBuD), der unter anderem den Online-Shop des AK betreibt. Von Spreadshirt wurde der Erlös des Verkaufs von 1.500 Stasi-2.0-T-Shirts in Höhe von mehr als 11.000 Euro gespendet.

## Gründung
Der AK Vorratsdatenspeicherung entstand anlässlich eines vom Netzwerk Neue Medien initiierten Treffens beim Chaos Communication Congress im Dezember 2005. Teilnehmer des Treffens kamen aus verschiedenen Organisationen und Strukturen. Es waren Vertreter von amtlichen Datenschutzbeauftragten anwesend, von Attac, der Deutschen Vereinigung für Datenschutz, von digitalcourage (seinerzeit noch FoeBuD), von Stop1984 sowie verschiedenen Providern. Es wurde beschlossen, enger und klarer zusammenzuarbeiten und dies vor allem über einen informellen Zusammenschluss zu bewerkstelligen. Weitere Vereine und Initiativen, so beispielsweise das Forum InformatikerInnen für Frieden und gesellschaftliche Verantwortung (FIfF) e. V., die Humanistische Union oder die Piratenpartei, stießen später hinzu.

## Aktionen
Im Namen des Arbeitskreises Vorratsdatenspeicherung fanden bisher verschiedene Informationsveranstaltungen, Kunstaktionen und Demonstrationen statt.

### Demonstrationen

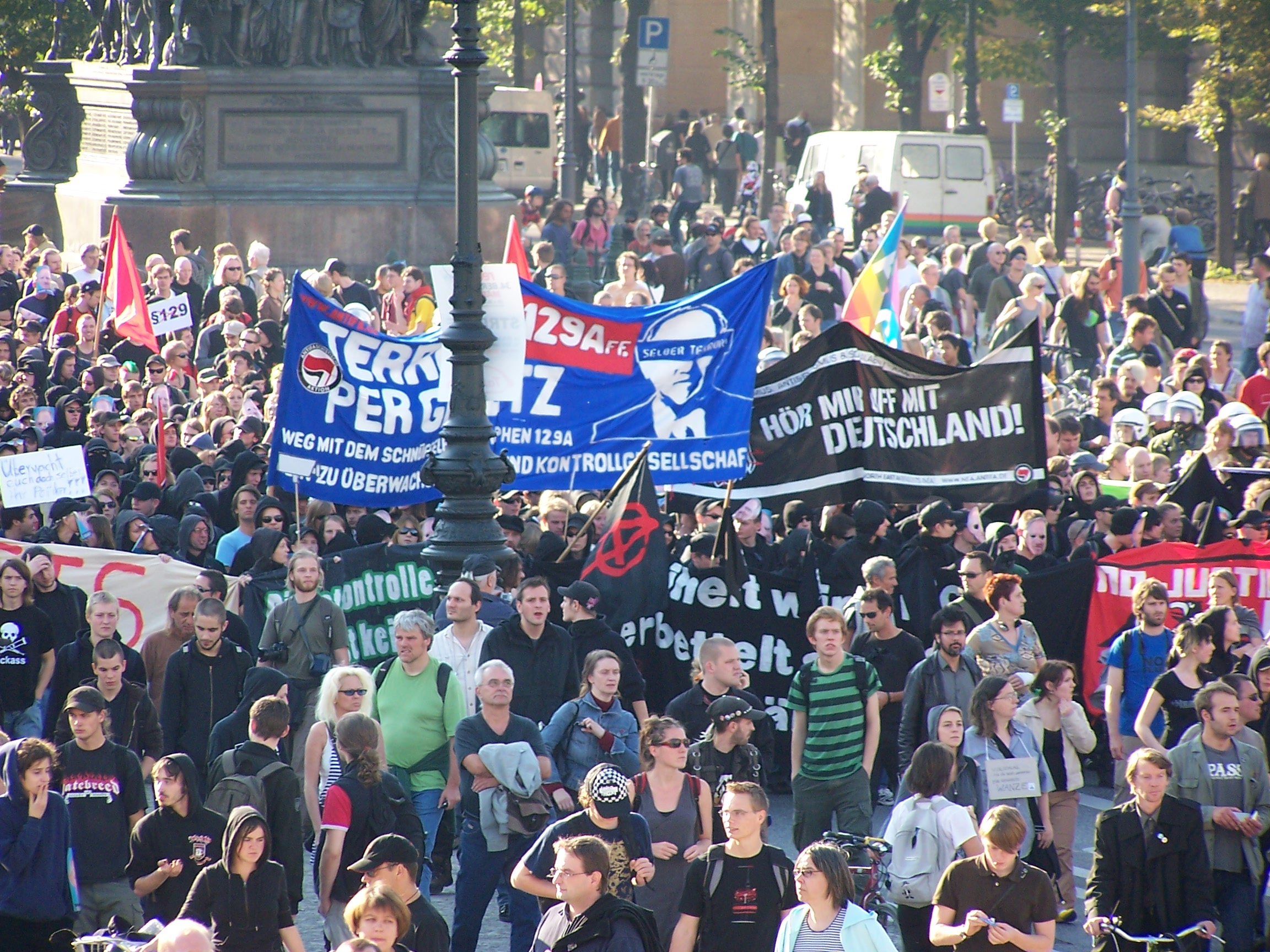
Demonstration in Berlin am 22. September 2007

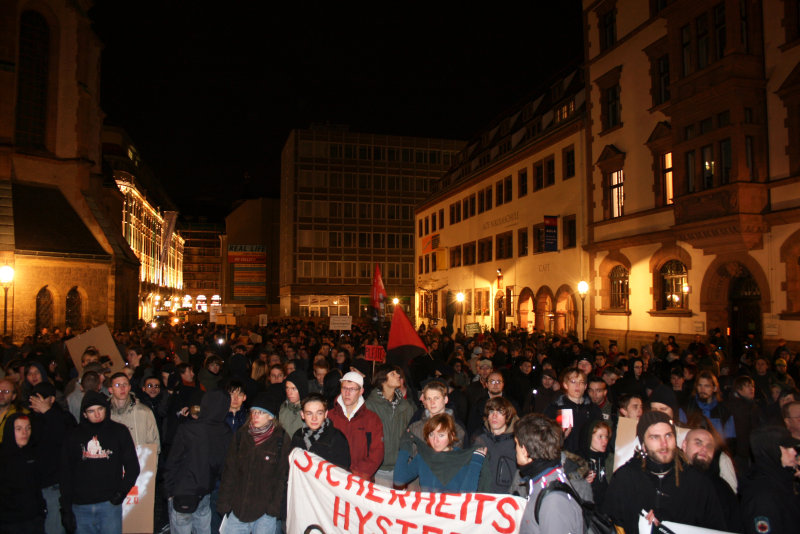
Demonstration in Leipzig am 6. November 2007

- Im Juni 2006 erschienen zu Demonstrationen in Berlin, Bielefeld und Frankfurt am Main insgesamt etwa 3000 Teilnehmer.
- Am 22. September 2007 fand in Berlin eine große Demonstration mit etwa 15.000 Teilnehmern erstmals unter dem Motto „Freiheit statt Angst“ statt. Thilo Weichert, der Datenschutzbeauftragte Schleswig-Holsteins sagte: „Das ist die größte Demonstration für Bürgerrechte und Datenschutz seit der Volkszählung 1987.“[7] Die Demonstration wurde nicht nur von den Unterzeichnern der „Gemeinsamen Erklärung“ unterstützt, sondern von vielen Bündnispartnern,[4] etwa den Oppositionsparteien im Bundestag, den Jusos und der Gewerkschaft ver.di. Die Demonstration wendete sich jenseits der Vorratsdatenspeicherung gegen „Überwachungswahn“ allgemein, darunter gegen die sogenannte Online-Durchsuchung. Das Medieninteresse blieb jedoch gering.
- Am 6. November 2007 fanden in offiziell 49 deutschen Städten gleichzeitig kleinere Demonstrationen und Mahnwachen statt, zu denen der AK-Vorrat und der Chaos Computer Club aus Anlass der bevorstehenden Verabschiedung der Vorratsdatenspeicherung im Bundestag aufgerufen hatten. Dabei protestierten über 15.000 Menschen mit Kundgebungen und Kunstaktionen gegen die Vorratsdatenspeicherung, etwa in Berlin und Leipzig mit jeweils 1500 Teilnehmern, in München mit mehr als 2000.[8]
- Am 31. Dezember 2007 zog ein Trauermarsch, begleitet von mehr als 500 Menschen, durch die Hamburger Innenstadt bis auf den Rathausmarkt, wo symbolisch die Privatsphäre zu Grabe getragen wurde. Der „Bundessarg“, der dort das erste Mal zum Einsatz kam, machte anschließend eine Tour durch Deutschland. Inszeniert wurde der Trauermarsch von den AK-Vorrat-Ortsgruppen Buchholz Nordheide und Hamburg. Zeitgleich wurde auch am 31. Dezember 2007 die Verfassungsbeschwerde mit mehr als 34.000 Unterschriften in Karlsruhe eingereicht.
- Am 11. Oktober 2008 organisierte der AK Vorrat eine weitere Großdemonstration mit 50.000 (Polizeiangaben) bis 100.000 (Angaben des AK Vorrat) Teilnehmern in Berlin unter dem Motto „Freiheit statt Angst“. Am selben Tag wurden auf Initiative des Arbeitskreises gleichzeitig in verschiedenen anderen Hauptstädten in Europa und Übersee Demonstrationen oder andere Aktionen gegen Überwachung und für Datenschutz durchgeführt.[9] Die Veranstaltung konnte ein breites Medienecho erzielen.
- Am 12. September 2009 fand eine Großdemonstration mit 25.000 Teilnehmern (Angabe des AK Vorrat) wieder unter dem Motto „Freiheit statt Angst“ in Berlin statt.[10]
- Am 11. September 2010 fand erneut eine Freiheit-statt-Angst-Demonstration mit 7.500 – 15.000 Teilnehmern statt.[11][12]
- Am 10. September 2011 fand in Berlin eine Großdemonstration statt, an der sich rund 5.000 Menschen beteiligten.[13]
- Im Jahr 2013 fand eine Freiheit statt Angst-Demo am 7. September 2013 in Berlin statt.[14]

### Kunstaktionen und Informationsveranstaltungen

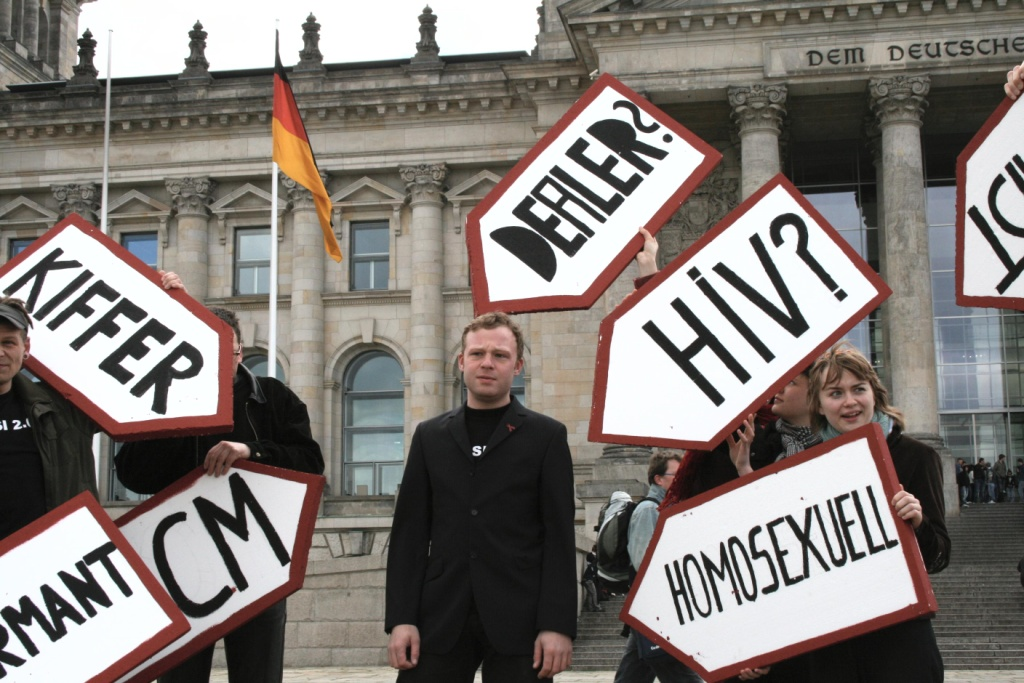
Aktion vor dem Reichstagsgebäude am 18. April 2007.

Verschiedene Ortsgruppen des Arbeitskreises Vorratsdatenspeicherung führen selbst organisierte Aktionen mit regionaler Wirkung durch, um auf die Gefahren der Vorratsdatenspeicherung aufmerksam zu machen. Dabei handelt es sich meist um Kunstaktionen und Informationsveranstaltungen.
Während das Bundeskabinett am 18. April 2007 den Gesetzentwurf zur Vorratsdatenspeicherung von Bundesjustizministerin Brigitte Zypries beschloss, veranstaltete die Berliner Ortsgruppe vor dem Reichstagsgebäude eine Kunstaktion, wobei mittels großformatiger Schilder symbolisch sensible Informationen einzelner Bürger offengelegt wurden.
Informationsstände wurden in verschiedenen deutschen Großstädten, beispielsweise in Berlin, München, Siegen, Dresden, Kassel, Leipzig, Frankfurt am Main und Wiesbaden, durchgeführt.

### Verfassungsbeschwerde
Seit September 2006 rief der Arbeitskreis zu einer Sammelklage vor dem Bundesverfassungsgericht in Karlsruhe gegen das bevorstehende Gesetz über die Vorratsdatenspeicherung auf. Bis Ende 2007 hatten sich über 80.000 Menschen online registriert und mehr als 34.000 eine schriftliche Vollmacht für den Rechtsanwalt des Arbeitskreises ausgestellt, womit diese Aktion bislang die größte ihrer Art in Deutschland ist und mehr Beschwerdeführer als bei dem Volkszählungsboykott im Jahre 1983 verzeichnen konnte.
Am 31. Dezember 2007 wurden am Tag vor dem Inkrafttreten des Gesetzes über die Vorratsdatenspeicherung durch den AK Vorrat die Verfassungsbeschwerde und ein Antrag auf einstweilige Anordnung beim Bundesverfassungsgericht eingereicht. Der Berliner Anwalt Meinhard Starostik war Bevollmächtigter im Beschwerdeverfahren. Da noch nicht alle 30.000 Vollmachten der Beschwerdeführer, die sich der Verfassungsbeschwerde angeschlossen haben, bearbeitet werden konnten, wurde die Beschwerde zunächst im Namen von acht Erstbeschwerdeführern eingereicht. Am 29. Februar 2008 wurden schließlich alle Vollmachten (zu diesem Zeitpunkt auf 34.451 Stück angewachsen) eingereicht.
Die Verfassungsbeschwerde warf neben ihrer Bedeutung für die Zukunft der Freiheit im Internet wichtige Fragen zum Umfang der Garantie von Grundrechten gegenüber Gesetzgebung auf europäischer Ebene auf. Das Bundesverfassungsgericht gab mit Urteil vom 2. März 2010 der Verfassungsbeschwerde statt. Das Gesetz über die Vorratsdatenspeicherung wurde für verfassungswidrig erklärt. Bereits gespeicherte Daten sind zu löschen.

### Online-Demo
Das „virtuelle Eselsohr“ für Webseiten, die als Hingucker die Stasi-2.0-Schäublone oder eine Kamera darstellen, ist die bisher möglicherweise erfolgreichste Aktion dieser Art in Deutschland. Häufig beteiligen sich Blogs und kleinere Webpräsenzen an dieser Aktion, aber auch größere Sites wie Metager2 oder netzpolitik.org sind vertreten.
In Anlehnung an die Initiative des Donaukuriers, anlässlich der bevorstehenden Zustimmung zur Vorratsdatenspeicherung mit geschwärzter Titelseite zu erscheinen, initiierte der AK Vorrat im November 2007 eine weitere Web-Demonstration.
Eine weitere akzeptierte Form der Teilnahme wird mit "Watching S." bezeichnet, es handelt sich hierbei um eine JavaScript-Animation, die das Gesicht Wolfgang Schäubles an zufälligen Positionen einer Webseite auftauchen lässt.

### Sammelpetition
Kai-Uwe Steffens vom Arbeitskreis Vorratsdatenspeicherung richtete am 15. März 2011 an den Deutschen Bundestag eine Petition, der zufolge eine verdachtlose Vorratsdatenspeicherung für unzulässig erklärt werden und ein europaweites Verbot der Vorratsdatenspeicherung eingeführt werden soll. Die Petition wurde von 64.704 Menschen online mitgezeichnet. Am 15. Oktober 2012 hörte der Petitionsausschuss des Bundestags Steffens mündlich an. Er hat über die Petition bislang nicht entschieden.

### Freiheitsredner
Die sogenannten Freiheitsredner sind ein vom Arbeitskreis Vorratsdatenspeicherung initiiertes Netzwerk von Bürgern, die zum Beispiel an Schulen, Universitäten und Vereinen ehrenamtlich Vorträge über den Wert der Privatsphäre und den realen Nutzen von Überwachung halten und diese Themen mit den Teilnehmern diskutieren.

### Wir speichern nicht
Die Aktion „Wir speichern nicht“ richtet sich an Webseitenbetreiber. Diese waren auch zur Zeit der Gültigkeit des Gesetzes zur Vorratsdatenspeicherung nicht verpflichtet, die IP-Adressen ihrer Besucher zu protokollieren – im Gegenteil dürfen sie dies nach geltender Datenschutz-Rechtslage nicht, obwohl die Voreinstellungen vieler Webserver und anderer Publikations-Plattformen dies vorsehen. Der AK-Aktivist Patrick Breyer hat das Verbot einer IP-Protokollierung öffentlichkeitswirksam vor Gericht für die Webseite des Bundesjustizministeriums klarstellen lassen. An der Aktion teilnehmende Webseiten-Betreiber machen mit einem Gütesiegel deutlich, dass sie diese Protokollierung abgeschaltet haben. Bisher sind 75 Webseiten bekannt, die sich ausdrücklich beteiligen.

### Weitere Themen
Neben dem Protest speziell gegen die Vorratsdatenspeicherung behandelt der Arbeitskreis weitere den Datenschutz betreffende Fragen und Probleme. In einem offenen Brief an den Suchmaschinenbetreiber Google kritisierte er zum Beispiel die Speicherung der IP-Adressen, durch welche sich jede Sucheingabe noch nach Monaten personenbezogen nachvollziehen lässt.
Bereits im Januar 2008 startete der Arbeitskreis Vorratsdatenspeicherung eine Kampagne gegen die geplante Einführung der sogenannten Flugpassagierdaten auf Basis von EU-Recht und kündigte für den Fall der Umsetzung in nationales Recht Verfassungsbeschwerde an.
Ebenfalls im Januar 2008 trat der Arbeitskreis dem Bündnis „Stoppt die E-Card“ bei, welches sich gegen die Einführung der Elektronischen Gesundheitskarte auf Initiative von verschiedenen Ärzteverbänden, Bürgerrechtsgruppen und Patientenverbänden gegründet hat. Auf einer gemeinsamen ersten Pressekonferenz warnte der Arbeitskreis vor dem Missbrauchspotential, welches eine Speicherung sensibelster Krankheitsdaten in vernetzten Datenbanken bedeuten könne.
Mit einer gesonderten Kampagne behandelt der Arbeitskreis Vorratsdatenspeicherung die Schüler-ID und unterstützt den Protest gegen die Sperrung von Webseiten.
Im Mai 2010 begründete sich der volkszählungs-kritische Arbeitskreis Zensus (kurz: AK Zensus), der in weiten Teilen die Infrastruktur des Arbeitskreises Vorratsdatenspeicherung nutzt und sich in seiner sich selbst gegebenen Struktur an diesen anlehnt.

## Kritik
In seinem praktischen Vorgehen wurde der AK Vorratsdatenspeicherung vor allem 2007 und 2008 kritisiert, weil er Konfrontationen mit dem bürgerlichen Spektrum oftmals vermeide und sich deutlich von radikalen und militanten Positionen abgrenze. Dabei konzentriere er sich auf das Einvernehmen mit genau denjenigen politischen Kräften, die die Vorratsdatenspeicherung politisch vorantrieben.
Auf der Website des Arbeitskreises gibt es seit dem Frühjahr 2009 den Disclaimer: „Wir distanzieren uns ausdrücklich von menschenverachtenden und demokratiefeindlichen Positionen“.

## Unterzeichner der Gemeinsamen Erklärung
Der Arbeitskreis hat eine gemeinsame Erklärung zum Gesetzentwurf über die Vorratsdatenspeicherung entworfen. Erstunterzeichner der gemeinsamen Erklärung am 22. Januar 2007:
1. Arbeitskreis Vorratsdatenspeicherung
2. Bundesverband Deutscher Zeitungsverleger
3. Chaos Computer Club
4. Deutsche Journalistinnen- und Journalisten-Union in ver.di
5. Deutsche Liga für Menschenrechte
6. Deutsche Vereinigung für Datenschutz
7. Deutscher Journalisten-Verband
8. Deutscher Presserat
9. Eco Forum
10. Evangelische Konferenz für Telefonseelsorge und Offene Tür
11. Förderverein für eine Freie Informationelle Infrastruktur
12. Forum InformatikerInnen für Frieden und gesellschaftliche Verantwortung (FIfF) e. V.
13. Gesellschaft für Datenschutz und Datensicherung
14. Gustav Heinemann-Initiative
15. Humanistische Union
16. Internationale Liga für Menschenrechte
17. Komitee für Grundrechte und Demokratie
18. Netzwerk Neue Medien
19. Netzwerk Recherche
20. Neue Richtervereinigung
21. Naiin
22. Organisationsbüro der Strafverteidigervereinigungen
23. Republikanischer Anwältinnen- und Anwälteverein
24. Stop1984
25. Verband Deutscher Zeitschriftenverleger
26. Verbraucherzentrale Bundesverband
27. Vereinigung Demokratischer Juristinnen und Juristen
28. Berufsverband Deutscher Psychologinnen und Psychologen
29. Bund demokratischer Wissenschaftlerinnen und Wissenschaftler
30. Bundeskoordination Internationalismus
31. Bundesverband der Kommunikatoren
32. Bundesverband Digitale Wirtschaft
33. Bundesverband Frauenberatungsstellen und Frauennotrufe
34. Bundesverband junger Autoren und Autorinnen
35. Berufsverband unabhängiger Handwerkerinnen und Handwerker
36. Deutscher Anwaltverein
37. Deutscher Fachjournalisten-Verband
38. Freelens
39. Initiative Bayerischer Strafverteidigerinnen und Strafverteidiger
40. Reporter ohne Grenzen
41. Verband der Internet-Cafes Deutschland
42. Verein zur Förderung der Suchmaschinen-Technologie und des freien Wissenszugangs
43. digitalcourage, vormals FoeBuD (Verein zur Förderung des öffentlichen bewegten und unbewegten Datenverkehrs)
44. Verein zur Politischen Jugendpartizipation